# Percy Alexander MacMahon

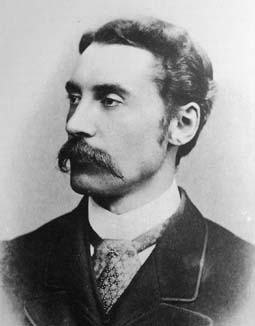
Percy MacMahon

Percy Alexander MacMahon (* 26. September 1854 in Sliema, Malta; † 25. Dezember 1929 in Bognor Regis, England) war ein britischer Mathematiker, der sich mit Kombinatorik beschäftigte.

## Leben und Wirken
Percy MacMahon war der Sohn eines Brigadegenerals und besuchte das Cheltenham College und von 1870 bis 1872 die Royal Military Academy in Woolwich. Ab 1873 war er als Artillerieoffizier in Indien, zuerst in Madras, dann in Lucknow und dann im Punjab an der Grenze zu Afghanistan in Kohat (1. Mountain Battery der Royal Artillery). 1877 wurde er allerdings krank und kehrte 1878 nach England zurück, was ihm die Teilnahme an den folgenden blutigen Konflikten in Afghanistan ersparte. Er war unter anderem in Dover stationiert, und ab 1880 besuchte er die Fortgeschrittenen-Klasse für Artillerieoffiziere in Woolwich. Nachdem er diese erfolgreich absolviert hatte, wurde er 1881 zum Hauptmann (Captain) befördert. Im folgenden Jahr wurde er Lehrer in Woolwich, wo er auch den Mathematikprofessor Alfred George Greenhill traf, unter dessen Einfluss er sich in die Beschäftigung mit der in England von Arthur Cayley, James Joseph Sylvester und George Salmon entwickelten Invariantentheorie stürzte und sowohl Cayley als auch Sylvester mit seiner Arbeit beeindruckte. 1888 wurde er Assistant Inspector des Arsenals in Woolwich. 1891 wurde er Dozent (Instructor) für Elektrizität am Royal Artillery College in Woolwich, später zum Professor befördert. 1898 ging er beim Militär in den Ruhestand. Im Jahr zuvor erlitt er eine Enttäuschung, als ihm ein weit weniger befähigter Mathematiker (William Esson) als Nachfolger von Sylvester auf die Savilian-Professur für Geometrie in Oxford vorgezogen wurde.
MacMahon ist für seine Arbeiten in abzählender Kombinatorik bekannt, über die er das erste Lehrbuch schrieb. Er befasste sich neben Invariantentheorie mit symmetrischen Funktionen, Partitionen (er veröffentlichte Tabellen mit den Partitionen der Zahlen bis 200) und Lateinischen Quadraten.
MacMahon befasste sich auch mit Unterhaltungsmathematik und schrieb darüber Aufsätze und 1921 ein Buch. 1892 erhielt er mit Major J. Jocelyn ein Patent für Appliances to be used in playing a new class of games (Zu deutsch etwa: Gerätschaften für die Benutzung mit einer neuen Klasse von Spielen, UK Patent Nummer 3927). In diesem beschrieb er unter anderem ein Domino-artiges Spiel mit Dreiecken als Grundbausteinen, welches heute bekannt ist als MacMahon-Mosaik. Außerdem entwarf er ein Puzzle mit farbigen Würfeln, aus denen man einen größeren Würfel zusammensetzen sollte, welches als „Mayblox“ damals in London vermarktet wurde.
Percy MacMahon war ein Meister im Kopfrechnen und gewann regelmäßig gegen Srinivasa Ramanujan, als dieser in England war. Hardy zieht MacMahon als Vergleich für Ramanujans Kopfrechenfähigkeiten an, wobei er hervorhebt, dass Ramanujan wie andere auch dabei vorging und MacMahon in der Regel ein bisschen schneller und akkurater war. In der Verfilmung des Lebens von Ramanujan Die Poesie des Unendlichen wird MacMahon von Kevin McNally dargestellt.
MacMahon wurde 1879 in die Royal Astronomical Society gewählt, deren Präsident er 1917 war. Seit 1883 war er Mitglied der London Mathematical Society und deren Präsident von 1894 bis 1896. 1890 wurde er in die Royal Society gewählt. Von 1902 bis 1914 war er einer der Sekretäre der British Association for the Advancement of Science. Zudem war er Governor des Winchester College.

## Ehrungen
- 1900: Royal Medal der Royal Society
- 1919: Sylvester-Medaille der Royal Society
- 1923: De-Morgan-Medaille der London Mathematical Society

Percy MacMahon war mehrfacher Ehrendoktor, unter anderem des Trinity Colleges in Dublin sowie der Universitäten Cambridge und Aberdeen.

## Schriften
- Combinatory Analysis. 2 Bände. Cambridge University Press, 1915/1916 (im Internet-Archiv: Band 1, 1, 2), Chelsea 1960, Dover 2004
- An introduction to combinatory analysis. Cambridge University Press, 1920 (im Internet-Archiv: archive.org, archive.org)
- New mathematical pastimes, Cambridge University Press, 1921 (im Internet-Archiv: archive.org), 1930, 2004
- George Andrews (Hrsg.): Collected Papers. MIT Press, 1978.
- George Andrews (Hrsg.): Number Theory, Invariants and Applications. MIT Press, 1986.